# El Campo la Iglesia
El Campo la Iglesia es un lugar que pertenece a la parroquia de Valliniello en el concejo de Avilés (Principado de Asturias). Se encuentra a 77 m s. n. m. y está situada a 3 km de la capital del concejo, Avilés. 

## Población
En 2020 contaba con una población de 104 habitantes (INE 2020) repartidos en 79 viviendas.